# Poison Was the Cure
„Poison Was the Cure“ je pátá skladba alba Rust in Peace z roku 1990 skupiny Megadeth. Text skladby pojednává o závislosti na heroinu, kterou v té době frontman skupiny Dave Mustaine trpěl[zdroj?].
Skladba má celkem dvě sloky. V této skladbě se vyskytuje jeden z nejsložitějších riffů skupiny vůbec[zdroj?]. Začíná intrem, ve kterém hrají bicí a baskytara. Postupně se napojí kytary a z pomalejšího tempa se stane typicky thrashová skladba. Skladba končí dvěma kytarovými sóly. První hraje Dave Mustaine a druhé Marty Friedman.